# Erdős–Straus förmodan
Inom talteori är Erdős–Straus förmodan en förmodan som säger att för alla heltal n ≥ 2 kan talet 4/n skrivas som summan av reciprokerna av tre positiva heltal. Paul Erdős och Ernst G. Straus formulerade förmodandet år 1948. 